# 放生寺 (新宿区)

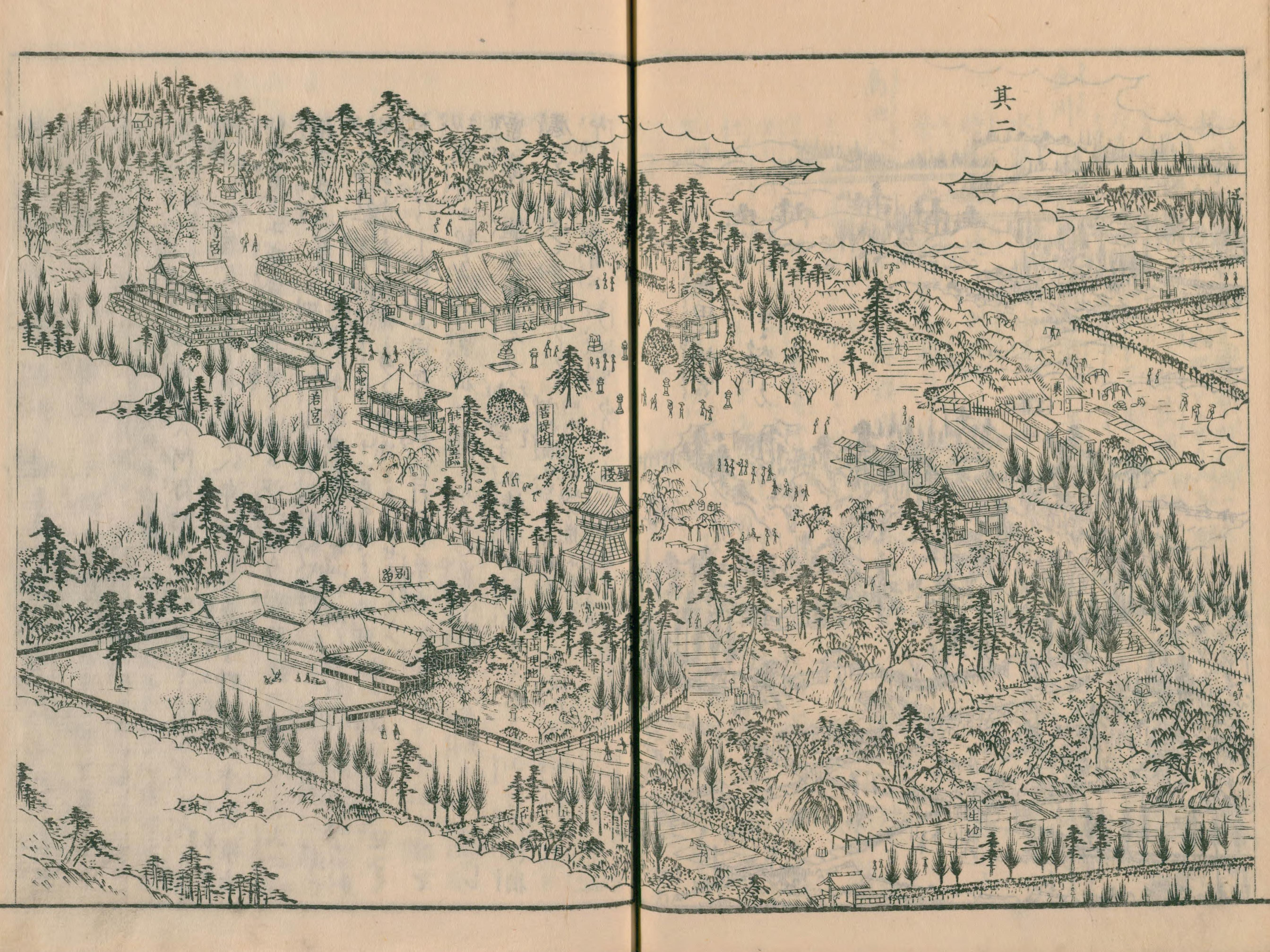
『江戸名所図会』4巻より高田八幡宮
----
穴八幡宮の楼門を下りた場所に放生池が描かれている。

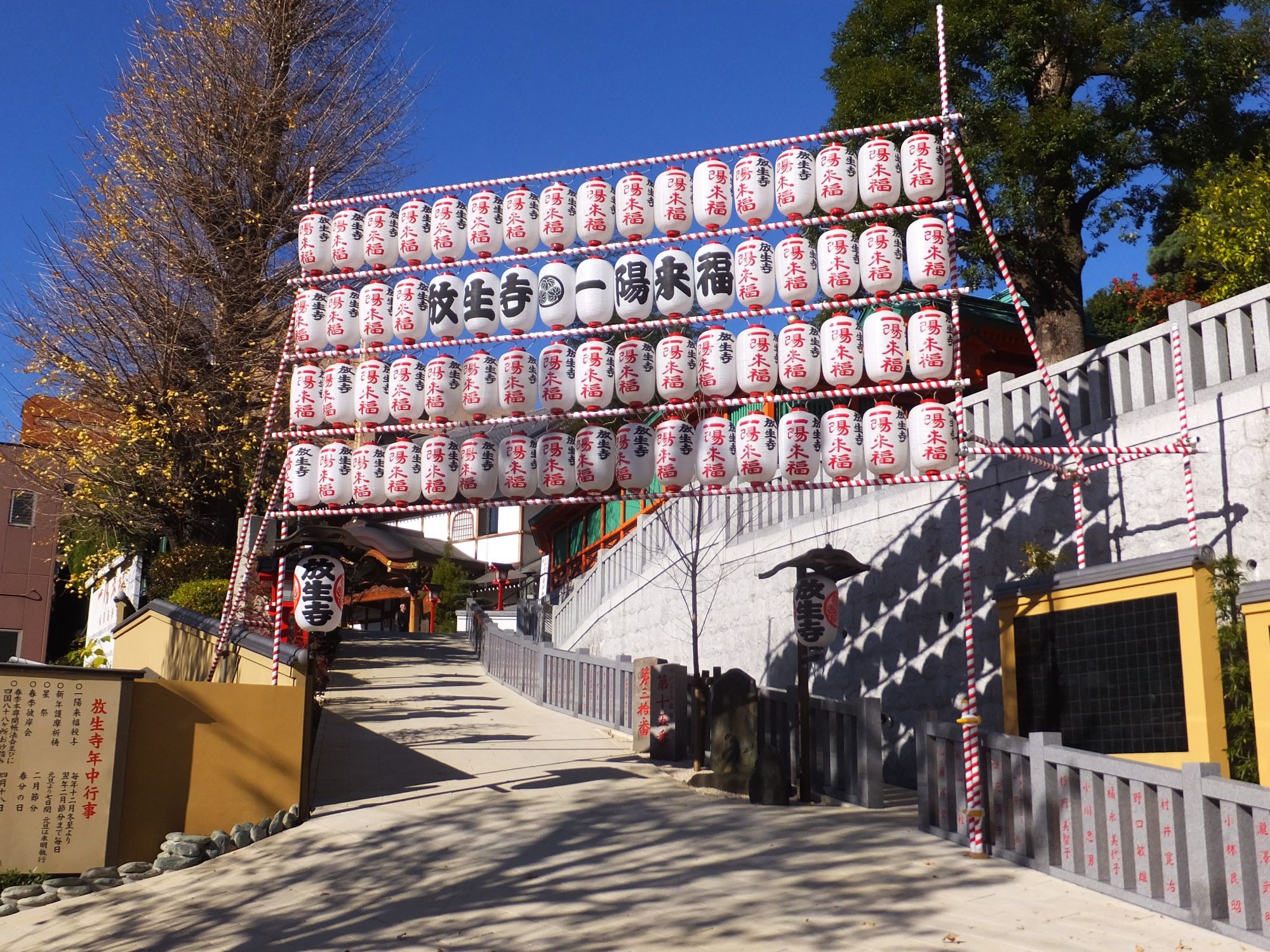
境内入口 （2015年12月撮影）

放生寺（ほうしょうじ）は、東京都新宿区西早稲田二丁目にある高野山真言宗準別格本山の寺院である。山号は光松山（こうしょうざん）。本尊は聖観世音菩薩で、江戸三十三観音札所の第15番、御府内八十八箇所の第30番である。

## 歴史
1641年（寛永18年）に穴八幡宮（高田八幡）の別当寺として同神社の隣に創建された。寺号が示す通り「放生会」（ほうじょうえ）で知られ、虫封じの利益（りやく）もあるとされる。
境内に成立した町屋が「牛込放生寺門前」と呼ばれるが、1869年（明治2年）、高田馬場に因み「牛込高田町」と改称される（1975年（昭和50年）、戸塚地区の住居表示実施に伴い戸塚町の一部や諏訪町の一部と共に西早稲田となり消滅）。
創建当時は穴八幡の境内に放生池があったが、明治期の神仏分離により池は放生寺の管轄となり、その後1920年代に埋め立てられてしまった。現在は本堂脇の池が放生会に使われる。第二次世界大戦により中断してから再開まで約40年の空白があり、伝統の多くが失われてしまったが、毎年スポーツの日に行われる放生会には多くの参拝客が訪れている。

## 年中行事
春季本尊開帳法会
毎年4月18日
放生会
毎年スポーツの日
冬至祭
毎年冬至の日

## その他
穴八幡宮とは元々不可分であったため、神仏習合の江戸時代に始まった「一陽来復」の札の授与は穴八幡と放生寺の双方で行われている。ただし放生寺の札は「一陽来福」と1文字異なるが、観音経偈文の「福聚海無量（ふくじゅかいむりょう）」に因んでいる。

## 所在地
- 早稲田通りと諏訪通りの交差点、交番の裏にある丘が穴八幡および放生寺の境内となる。

## 交通アクセス
- 東京メトロ東西線早稲田駅2番出口より徒歩3分（経路案内）。